# Acanthizidae
Gli Acantizidi (Acanthizidae Bonaparte, 1854) sono una famiglia di uccelli passeriformi diffusi in Australasia.

## Tassonomia
La famiglia comprende i seguenti generi e specie:
- Genere Pycnoptilus
  - Pycnoptilus floccosus Gould, 1851 - uccello pilota
- Genere Acanthornis

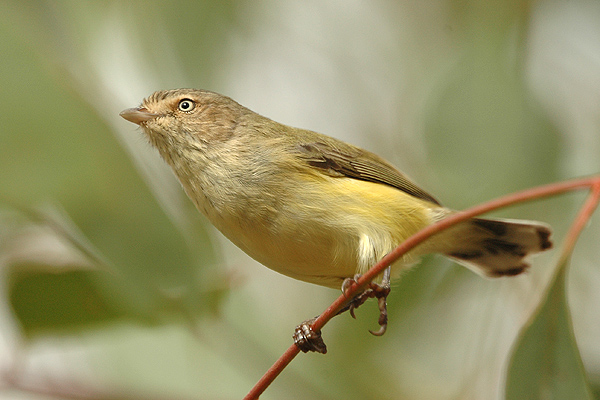
Smicrornis brevirostris

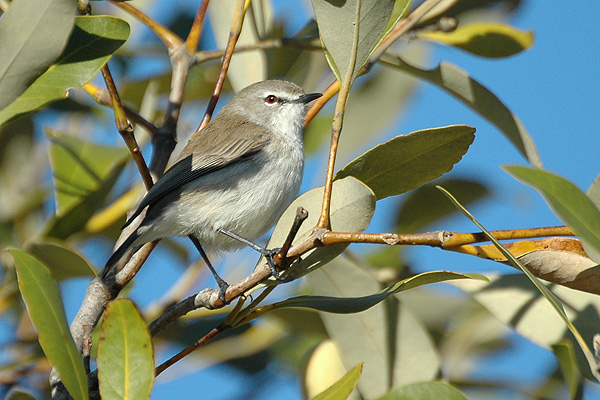
Gerygone levigaster

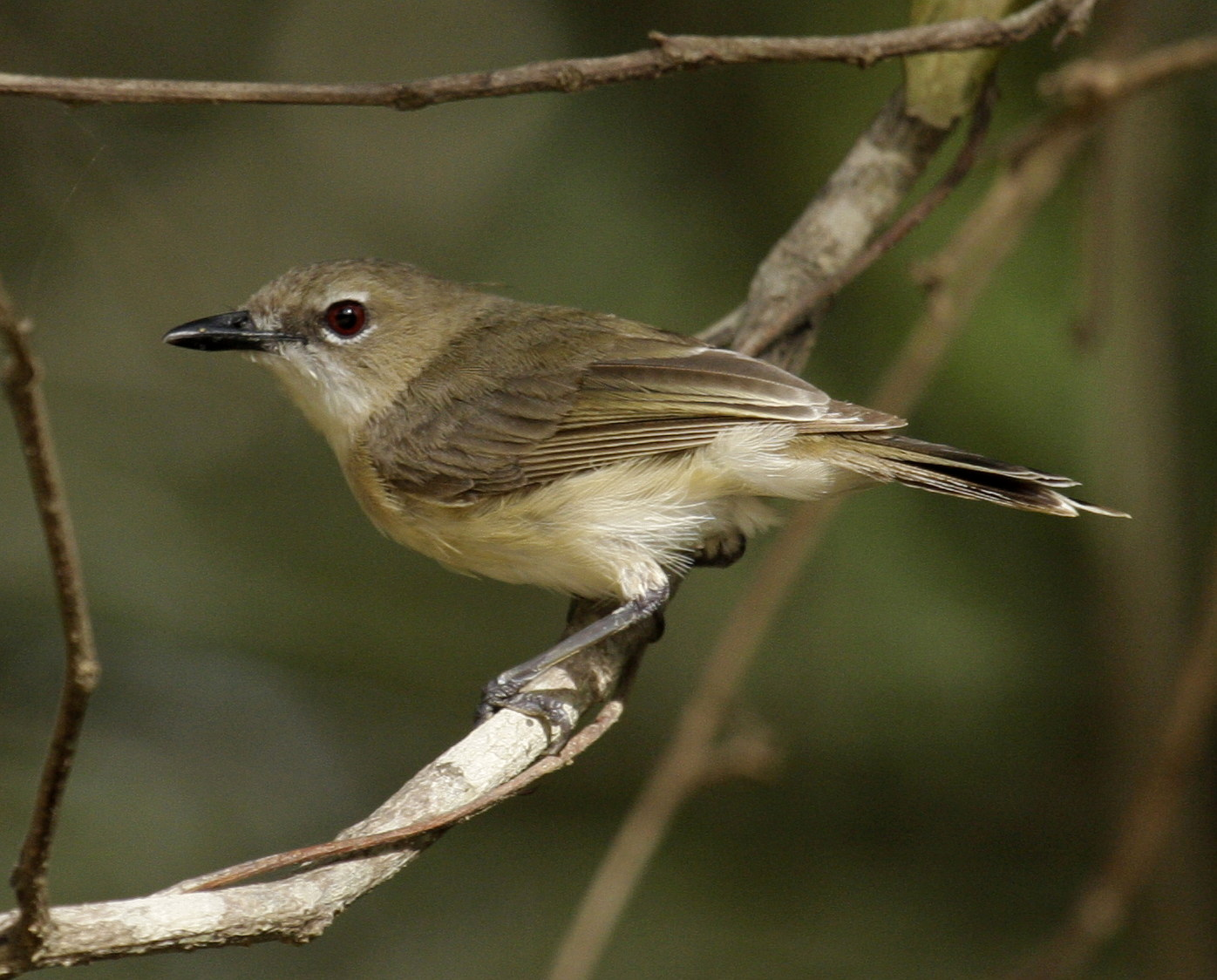
Gerygone magnirostris

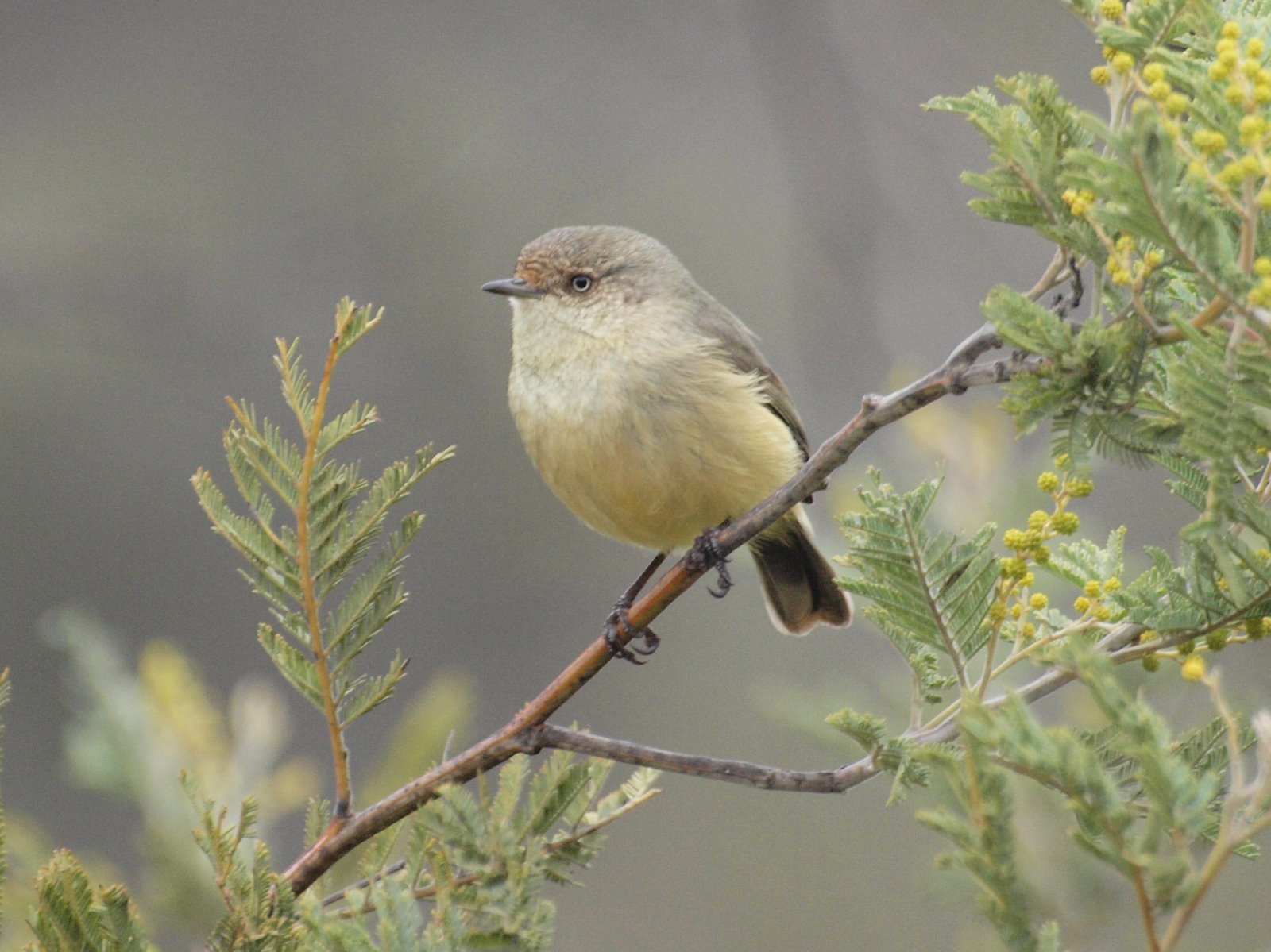
Acanthiza reguloides

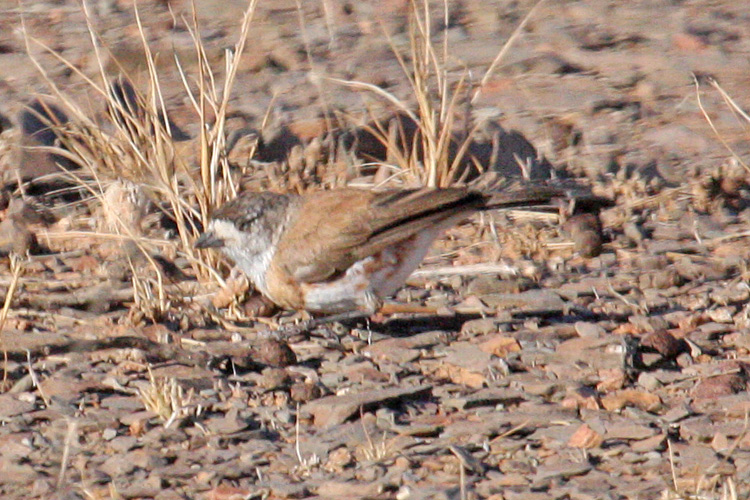
Aphelocephala pectoralis

  - Acanthornis magna (Gould, 1855) - scricciolo di montagna pettobianco
- Genere Origma
  - Origma solitaria (Lewin, 1808) - origma
- Genere Calamanthus
  - Calamanthus pyrrhopygius (Vigors & Horsfield, 1827) - scricciolo di brughiera dal groppone castano
  - Calamanthus cautus (Gould, 1843) - scricciolo di brughiera schivo
  - Calamanthus fuliginosus (Vigors & Horsfield, 1827) - scricciolo dei campi striato
  - Calamanthus montanellus Milligan, 1903 - scricciolo campestre occidentale
  - Calamanthus campestris (Gould, 1841) - scricciolo dei campi castano
- Genere Pyrrholaemus
  - Pyrrholaemus brunneus Gould, 1841 - scricciolo golarossa
  - Pyrrholaemus sagittatus (Latham, 1801) - scricciolo dei campi macchiettato
- Genere Oreoscopus
  - Oreoscopus gutturalis (De Vis, 1889) - scricciolo delle felci
- Genere Crateroscelis
  - Crateroscelis murina (Sclater, 1858) - bigia terricola di pianura
  - Crateroscelis nigrorufa (Salvadori, 1894) - bigia terricola di collina
  - Crateroscelis robusta (De Vis, 1898) - bigia terricola di montagna
- Genere Sericornis
  - Sericornis spilodera (Gray, 1859) - scricciolo sericeo beccochiaro
  - Sericornis papuensis (De Vis, 1894) - scricciolo sericeo di Papua
  - Sericornis keri Mathews, 1920 - scricciolo sericeo di Atherton
  - Sericornis frontalis (Vigors & Horsfield, 1827) - scricciolo sericeo dai mustacchi
  - Sericornis humilis Gould, 1838 - scricciolo sericeo dai mustacchi della Tasmania
  - Sericornis citreogularis Gould, 1838 - scricciolo sericeo golagialla
  - Sericornis magnirostra (Gould, 1838) - scricciolo sericeo beccogrosso
  - Sericornis beccarii Salvadori, 1874 - scricciolo sericeo di Beccari
  - Sericornis virgatus (Reichenow, 1915) - scricciolo di macchia strano
  - Sericornis nouhuysi van Oort, 1909 - scricciolo sericeo di montagna
  - Sericornis perspicillatus Salvadori, 1896 - scricciolo sericeo dagli occhiali
  - Sericornis rufescens (Salvadori, 1876) - scricciolo sericeo del Vogelkop
  - Sericornis arfakianus (Salvadori, 1876) - scricciolo serico grigioverde
- Genere Smicrornis
  - Smicrornis brevirostris (Gould, 1838) - beccominuto
- Genere Gerygone
  - Gerygone mouki Mathews, 1912 - gerigone bruna.
  - Gerygone igata (Quoy & Gaimard, 1832) - gerigone grigia della Nuova Zelanda.
  - Gerygone modesta Pelzeln, 1860 - gerigone dell'Isoa Norfolk
  - Gerygone insularis Ramsay, EP, 1878 † - gerigone di Lord Howe
  - Gerygone albofrontata Gray, 1845 - gerigone delle isole Chatham
  - Gerygone flavolateralis (Gray, 1859) - gerigone coda a ventaglio
  - Gerygone ruficollis Salvadori, 1876 - gerigone dorsobruno
  - Gerygone sulphurea Wallace, 1864 - gerigone ventresulfureo
  - Gerygone dorsalis Sclater, 1883 - gerigone fianchirossi
  - Gerygone levigaster Gould, 1843 - gerigone delle mongrovie
  - Gerygone inornata Wallace, 1864 - gerigone disadorna
  - Gerygone fusca (Gould, 1838) - gerigone codabianca
  - Gerygone tenebrosa (Hall, 1901) - gerigone tenebrosa
  - Gerygone magnirostris Gould, 1843 - gerigone beccogrosso
  - Gerygone hypoxantha Salvadori, 1878 - gerigone di Biak
  - Gerygone chrysogaster Gray, 1858 - gerigone codirossa
  - Gerygone cinerea Salvadori, 1876 - gerigone grigia
  - Gerygone chloronota Gould, 1843 - gerigone dorsoverde
  - Gerygone olivacea (Gould, 1838) - gerigone golabianca
  - Gerygone palpebrosa Wallace, 1865 - gerigone testanera
- Genere Acanthiza
  - Acanthiza katherina De Vis, 1905 - beccospino di montagna
  - Acanthiza pusilla (Shaw, 1790) - beccospino bruno
  - Acanthiza apicalis Gould, 1847 - beccospino codamarginata
  - Acanthiza ewingii Gould, 1844 - beccospino di Tasmania
  - Acanthiza murina (De Vis, 1897) - beccospino di De Vis
  - Acanthiza uropygialis Gould, 1838 - beccospino codacastana
  - Acanthiza reguloides Vigors & Horsfield, 1827 - beccospino dal groppone nocciola
  - Acanthiza inornata Gould, 1841 - beccospino occidentale
  - Acanthiza iredalei Mathews, 1911 - beccospino snello
  - Acanthiza chrysorrhoa (Quoy & Gaimard, 1832) - beccospino dal groppone giallo
  - Acanthiza nana Vigors & Horsfield, 1827 - beccospino nano
  - Acanthiza lineata Gould, 1838 - beccospino striato
  - Acanthiza robustirostris Milligan, 1903 - beccospino robusto
- Genere Aphelocephala
  - Aphelocephala leucopsis (Gould, 1841) - facciabianca meridionale
  - Aphelocephala pectoralis (Gould, 1871) - facciabianca pettocastano
  - Aphelocephala nigricincta (North, 1895) - facciabianca dal collare
- Genere Pachycare
  - Pachycare flavogriseum (Meyer, 1874) - zufolatote giallo e grigio